# Isoamylnitriet
Isoamylnitriet, ook wel iso-pentylnitriet genoemd, is de ester van 3-methyl-1-butanol en salpeterigzuur. Chemisch gezien behoort de stof tot een groep verbindingen die worden aangeduid met de naam alkylnitrieten. De stof komt voor als een ietwat gele vloeistof, die onoplosbaar is in water. Ze is echter wel oplosbaar in de meeste organische oplosmiddelen. De stof heeft een zoetig-muffe geur.

## Synthese
Isoamylnitriet kan eenvoudig bereid worden door zoutzuur toe te voegen aan een mengsel van 3-methyl-1-butanol, water en natriumnitriet. Na de reactie kan het nitriet eenvoudig gescheiden worden van het water, daar het zich niet met water en het ontstane zout vermengt.

## Eigenschappen
Alkylnitrieten, en dus ook isoamylnitriet, zijn niet bijzonder stabiel en hydrolyseren snel in water door toedoen van zuur of base. In de organische chemie worden nitrieten veel gebruikt om anilines om te zetten tot diazoverbindingen, die intermediairen zijn in de verdere omzetting van anilines tot gesubstituteerde aromatische verbindingen. Bij reacties met carbanionen geven nitrieten oximen.

## Toepassingen
Isoamylnitriet werd vroeger gebruikt voor de behandeling van angina pectoris, maar is door de korte werkingsduur vervangen door langer werkende nitraathoudende geneesmiddelen als nitroglycerine (handelsnaam Nitrolingual). Het nitriet zorgt voor de verwijding van bloedvaten, wat dientengevolge leidt tot een verlaging van de bloeddruk. Een andere, eveneens verouderde toepassing, is het gebruik van nitrieten bij cyanidevergiftigingen.
Tegenwoordig worden nitrieten in het uitgaansleven als drug gebruikt, als zogenaamde poppers.
Nitrieten worden soms aan brandstoffen toegevoegd als verbrandingsversnellers.